# Daniel Paul
Pour les articles homonymes, voir Paul.
Daniel Paul, né le 16 août 1943 à Plourivo (Côtes-du-Nord) et mort le 16 mai 2023 à Montivilliers (Seine-Maritime), est un homme politique français. Membre du Parti communiste français, il est député de la Seine-Maritime de 1997 à 2012.

## Biographie
Daniel Paul naît en 1943 à Plourivo (Côtes-du-Nord) dans une famille modeste. Son père est marin de commerce, membre de la Confédération générale du travail (CGT) ; sa mère tient une petite ferme et milite au sein de l’Union des femmes françaises (UFF),.
Formé à l'École normale de Saint-Brieuc, il devient instituteur en 1964 et exerce sa profession au Havre (quartier de Bléville) après son installation dans la ville en 1967. 
Membre du Parti communiste français depuis 1962, il obtient son premier mandat électif en 1977, en devenant adjoint au maire du Havre. Il demeure membre du conseil municipal de cette ville pendant 37 années consécutives, durant lesquelles il est par deux fois candidat malheureux à la fonction de maire, lors des élections municipales de 2001 et 2008 où il conduit les listes du PCF. Peu après une nouvelle réélection, il démissionne du conseil municipal le 2 avril 2014,.
En tant qu'élu municipal, il s'engage notamment pour la création de l'Université du Havre qui voit le jour en 1984, auprès des ouvriers des chantiers navals du Havre fermés à la fin des années 1990, et auprès des syndicats de Renault Sandouville pour la défense de l'emploi sur le site.
Daniel Paul succède à Daniel Colliard en étant élu député de la 8e circonscription de Seine-Maritime le 1er juin 1997. Il est réélu en 2002 et 2007. À l'Assemblée nationale, il travaille en particulier sur les questions énergétiques, de transport et de politique industrielle, ainsi que celles concernant le handicap. Il a également présidé la commission d’enquête parlementaire sur le naufrage de l’Erika et fut rapporteur de celle sur les aides financières publiques reçues par les grands groupes industriels et financiers. 
Après son retrait de la vie politique, il reste investi dans le milieu associatif aux côtés de son épouse, enseignante de profession. Tous deux sont engagés au Secours Populaire et dans une association d'aide aux personnes handicapées.
En 2020, il publie ses mémoires intitulés Pour un monde meilleur, avec une préface d'André Chassaigne, président du groupe de la Gauche démocrate et républicaine à l'Assemblée nationale.
Il meurt le 16 mai 2023 à Montivilliers (Seine-Maritime) à l'âge de 79 ans, trois mois avant son 80ème anniversaire.

## Synthèse des mandats
- Au sein de la ville du Havre
  - Adjoint au Maire (1977-1994)
  - Conseiller municipal (1994-1995)
  - Conseiller municipal d'opposition (1995-2014)
- Conseiller régional de Haute-Normandie (1993-1997)
- Conseiller général de la Seine-Maritime, élu dans le canton du Havre-7 (1994-2001)
- Député de la 8e circonscription de Seine-Maritime (1997-2012)

## Décorations
- Chevalier de la Légion d'honneur : il est fait chevalier le 12 juillet 2013[8].